# Rhaphuma rhea
Rhaphuma rhea là một loài bọ cánh cứng trong họ Cerambycidae.